# Santu Adrianu
Santu Adrianu (castellà: Santo Adriano) és un conceyu de la Comunitat Autònoma del Principat d'Astúries. Limita al nord amb Oviedo, a l'est amb La Ribera i Morcín, al sud amb Quirós i Proaza i a l'oest amb Proaza i amb Grado.
Té una superfície de 22,60 km², que suposa el 0,21% del total del Principat. S'hi distribuïxen els seus 280 habitants (2006). La població està en reculada, com en la major part dels nuclis rurals asturians.

## Història
Les primeres mostres de vida humana en el concejo daten de l'època paleolítica, tal com es va demostrar amb les troballes de la cova del Fornu o del Conde, localitzada en les proximitats de Tuñón. De les excavacions realitzades s'hi van extreure dades i ossos pertanyents al període mosterià, del Paleolític mitjà i associat al neandertal. La cova també ens ofereix testimoniatges de la primera etapa del Paleolític superior: l'aurinyacià, sent d'aquesta etapa les destrals oposades pel comte de la Vega del Sella en la seva excavació. També són descobertes mostres de l'art parietal. S'han trobat altres coves en aquests últims anys, com són la Cova de l'Àngel, trobant-se material lític i ossi del Paleolític superior. I l'Abric de Santo Adriano, on van ser trobades en les seves parets al voltant de 30 representacions pictòriques d'animals (cérvols i bòvids).
De l'etapa neolítica no s'ha pogut trobar gens en el concejo, però s'intuïx que també hagi estat habitada aquesta terra, ja que diversos concejos veïns contenen mostres megalíticas importants. Dintre de les fortificacions i assentaments en forma de castros s'han trobat en territori de Santo Adriano dos, un en el pic Constancio a Los Caranges, i altre en el Collaín en Tenebréu. No obstant això, al no ser excavats àdhuc, no és possible precisar que etapa cronològica pertany, podent ser de l'edat del ferro o de l'època romana.
En l'etapa de la monarquia Asturiana ja es comença a tenir un referent històric important. L'Església de Santo Adriano en Tuñón té un origen prerrománico, i es creu que va ser fundada l'any 891 sota l'empara del rei Alfons III el Magne i la seva esposa Jimena, estant present en l'acte els bisbes d'Oviedo, Coïmbra, Iria i Astorga. No obstant això, són diverses els dubtes que recauen en aquest esdeveniment, dubtant-se de la seva autenticitat, ja que el document havia sortit del bisbe Pelayo, que la seva obra més coneguda era la falsificació de dades. L'aixecament en contra del monarca Alfons VII de Castella en el segle xii, protagonitzat pel comte Gonzalo Peláez, en tota la zona de la vall del Trubia també té la seva incidència en el territori municipal, a l'amotinar-se aquest en un castell del concejo, concretament en el de Buanga.
En el segle xiii, és quan podem parlar sense cap mena de dubtes de la història del monestir de Santo Adriano en Tuñón. Tota l'etapa baix medieval està relacionada amb la influència en la vida del concejo, de la dependència bisbal d'Oviedo, que tenia el control sobre la zona, nomenant per a controlar la zona, a part de la noblesa que s'encarregava de mantenir l'ordre i preservar els béns bisbals. Un d'aquests nobles que s'encarregaria de cuidar la terra seria Gonzalo Bernaldo de Quirós, al que nomenaria el bisbe Alfonso Peláez.
Com va ocórrer amb tots els béns de la mitra ovetenca, la desamortització portada a terme pel monarca Felip II sota gràcia Papal, va produir la venda al poble de tots els béns en poder de l'església, formant Santo Adriano ajuntament independent i amb jurisdicció pròpia l'any 1589 i nomenant com capital del mateix a la localitat de Villanueva, que encara perdura en l'actualitat.
A la fi del segle xviii, el concejo sofreix un incendi devastador que destruïx gran part de Villanueva i la veïna Proaza. El segle xix és important per a la vida del concejo, ja que té lloc una reorganització territorial, a l'integrés els vedats jurisdiccionals en els concejos. D'aquesta manera el vedat de Llinares s'integra en Proaza, el de La Mortera en La Ribera i el de Llavares, passa a formar part de Santo Adriano. En 1859 les localitats de Proacina i Caranga que pertanyien al concejo, s'uneixen a Proaza. Ja en el segle xx Sant Adrianu'l Forest, molt unit al monestir passa a dependre del concejo de Grado.
En el segle XX l'absència d'una indústria forta i competitiva en la zona, fa que es produeixin unes sortides migratòries cap als centres industrials de la regió i d'Europa, que afecta a la vida social de Santo Adriano.

## Geografia
El subsòl de Santo Adriano és devoniano mostrant-se en ell l'arenisca vermella pròpia del devonià tan carregada d'òxid de ferro que pren el caràcter del mineral de ferro. El riu Trubia segons la descripció geològica feta per Schulz, travessa una faixa devoniana dura entre Tuñón i San Andrés, la gola de la qual amb la seva escobio és ruptura de terreny preexistent al riu. Pel que fa a la seva topografia cal dir que és un concejo molt accidentat, afectat per les estribaciones de les serres del Aramo i de l'Oral, que travessen el concejo en totes les direccions mostrant-nos una superfície desigual amb forts desnivells i elevades serres calcàrias. Entre aquests desnivells s'obre pas el riu Trubia formant unes fèrtils i frondoses vegas on es concentra la majoria de la població. Els pics més elevats són el Grandamiana amb 813 metres, Los Navalones de 756 metres, El Piantón amb 750 metres i el Castromayor amb 672 metres.

### Hidrografía

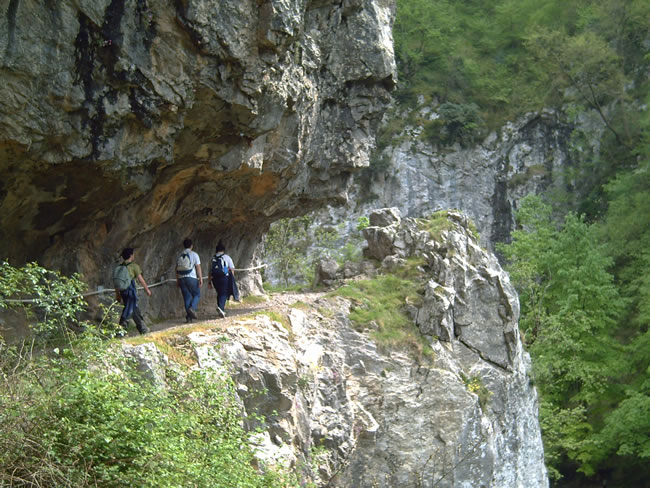
Congost de les Xanas

El principal accident fluvial és el ja comentat riu Trubia que travessa el territori de sud a nord formant unes vegas molt fèrtils. A més del ric Trubia existeixen nombrosos rierols que donen les seves aigües a ell, com el ric Picarós que desemboca en el Trubia a l'altura de la Costa de Prats formant límit amb Proaza. Altres rierols que flueixen al Trubia són els de les Xanas, el Rebregáu i el Tresarcu.

### Clima
El clima aquí és molt difícil de determinar a causa de les diferències dels seus paisatges i a les diferents latituds i orientacions dels llogarets. Per això apareixen contrastos reseñables entre uns punts i altres, sent molt més benigne en la vega de Villanueva, on es donen unes temperatures molt temperades i poca presència de boiras, molt esteses per tota la regió.

### Fauna i flora
La seva vegetació és molt rica i variada sent comuna veure boscos mixts de castanys i roures, en les zones de muntanya, i boscos de riberes amb presència de verns, pollancres i salguers. En els vessants assolellats es donen les alzinas. Per sort, la implantació de l'eucaliptus aquí és mínima. També cal destacar dintre del paisatge del concejo el congost de les Xanas, declarat paisatge protegit pel PORNA. Quant a la fauna, es poden veure en les muntanyes, encara que cada vegada en menor quantitat espècies tals com llops, guineus, melandros i esquirols.

## Parròquies
El concejo de Santo Adriano està format per 4 parròquies: 
- Castañeo'l Monte
- Llavares
- Tuñón
- Villanueva

## Evolució demogràfica
L'evolució de la població del concejo, igual que la dels concejos de muntanya a Astúries, segueix la mateixa línia que en tots ells, és a dir, un despoblament progressiu que van a donar lloc a la xifra de 280 habitants d'avui dia, sent una de les quantitats més baixes de tot el Principat. Des que en 1900 la població arribés a la seva cota més alta amb 1.747 habitants, la xifra poblacional va caient a poc a poc fins a arribar als límits actuals i passar d'una densitat de 69 hab./km² a 16 hab./km². La causa principal d'aquest descens es troba en els moviments migratoris a la capital regional i la seva concejo, sobretot a la fàbrica d'armes de Trubia, on treballen moltes persones de Santo Adriano. Encara que també altres concejos com Gijón, Proaza i Teberga reben aquest saldo migratori. D'aquesta manera la piràmide que presenta el concejo té la típica forma invertida amb un predomini de la gent major de 40 anys. La població es concentra en la seva majoria, en les vegas, molt més fèrtils i millor comunicades que els assentaments de muntanya.

## Economia
L'activitat econòmica del municipi es reparteix només entre el sector primari i el terciari. El sector primari genera un 43,75% de les ocupacions locals. L'activitat ramadera és la principal font de vida de Santo Adriano, sent les explotacions bovinas orientades cap al sector cárnico la qual major es treballa. Per aquesta causa, la raça predominant de vaques és l'Asturiana de les valls.
L'agricultura tot just té repercussió en la zona, conreant-se els terrenys per a ús domèstic principalment. El sector secundari industrial no té ni la més mínima incidència en el concejo, duent-se la fàbrica d'armes en Trubia molta de la mà d'obra disponible aquí. Finalment direm que el sector terciari dels serveis representa a un 56,25% de la població activa, sent el qual últimament més ha evolucionat.

## Política
En el concejo de Santo Adriano, des de 1979, el partit que més temps ha governat ha estat el PSOE, que juntament amb la UCD són els únics partits que han arribat a governar. L'actual alcaldes és el socialista Carlos de Llanos González, qui governa amb majoria absoluta des d'algunes legislatures.
|      | PSOE | IU-BA | PP | Altres | Total |
| ---- | ---- | ----- | -- | ------ | ----- |
| 2003 | 6    | 0     | 1  | 0      | 7     |
| 2007 | 5    | 2     | 0  | 0      | 7     |